# Toner

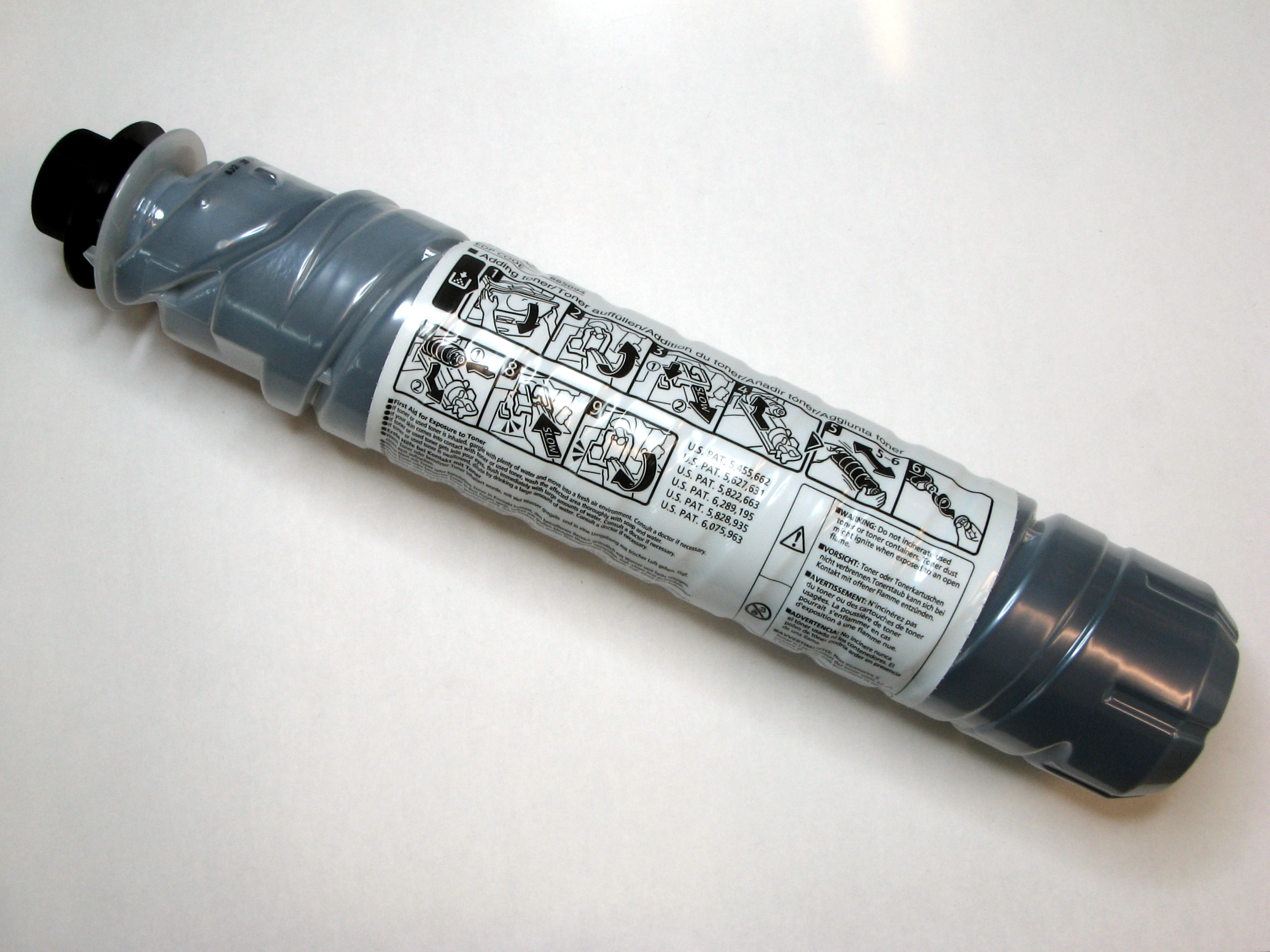
pojemnik z czarnym tonerem

Toner – barwny proszek stosowany w kserografii do otrzymywania obrazu kopiowanego oryginału. 
Toner zazwyczaj składa się z dwóch frakcji: większych kulek szklanych (średnica kilkadziesiąt µm) i bardzo drobnych odpowiednio zabarwionych kulek  żywicy termoplastycznej (średnica ok. 0,1 µm). W niektórych typach kserokopiarek stosuje się ciekłe tonery. Toner wykorzystuje się głównie w drukarkach laserowych i kserokopiarkach.